# 竹田市文化会館
竹田市文化会館（たけたしぶんかかいかん）は、大分県竹田市大字玉来にあった多目的ホールを中心とする市営施設である。2012年（平成24年）7月の九州北部豪雨で浸水し使用できなくなっていたが、現在地で立て替えられる方針である。

## 概要
1976年（昭和51年）7月に開館。985席を有する竹田市内で唯一の1,000名規模を収容可能なホールであり、滝廉太郎記念全日本高等学校声楽コンクールの会場等として利用されてきた。
一方、当館は、氾濫を繰り返す玉来川の近くに位置しており、1982年（昭和57年）以来、3度にわたる水害を受けている。1990年（平成2年）7月の梅雨前線による豪雨（豊肥水害）では、玉来川の氾濫により床上浸水し、利用再開までに約9ヶ月を要した。2012年（平成24年）7月の九州北部豪雨でも、玉来川の氾濫により1階席829席が浸水するとともに、音響機材も被害を受け、使用できない状況が続いていた。
九州北部豪雨での被災後、竹田市では、(1) 現在地での復旧、(2) 現在地での立て替え、(3) 移転新築、(4) 取り壊しの4案を検討。このうち、復旧については、耐震補強、アスベスト対策、バリアフリー化も考慮すると、リスクが大きいと判断した。一方、現在地での立て替えについては、玉来川の氾濫の原因のひとつとなった流木の集積について、上流の阿蔵新橋の撤去や防護壁等の周辺河川整備が見込まれる上に、治水ダムである玉来ダムが2019年（平成31年）に完成予定であることから、安全性は確保できると判断され、2013年（平成25年）12月25日に現在地で立て替える方針が明らかにされた。
その後、2014年（平成26年）12月から設計者の募集が行われ、2015年（平成27年）3月7日に香山壽夫建築研究所が最優秀者に選定されている。2018年10月に竹田市総合文化ホール グランツたけたが開館した。

## 交通
JR九州豊肥本線豊後竹田駅から車で5分